# Iar mac Degaid
Iar mac Degaid – pierwszy legendarny król Munsteru z rodu Clanna Dedad, syn Dedada (Degada) mac Sin, eponima Clanna Dedad, ojciec Oiliolla (Aililla), a przez niego dziadek Eogana I mac Oililla, przyszłego króla Munsteru. Następcą Iara na tronie munsterskim został brat Daire I mac Degaid, eponimiczny przodek Dáirine.
Iar może być eponimicznym przodkiem Érainn z Munsteru. Zarówno imię osobiste jak i nazwa ludu pochodzą z tego samego rdzenia. Pośród jego historycznych potomków, przez późniejszego zwierzchniego króla Conaire’a Caema, są Dál Riata w Ulsterze i Szkocji, Corcu Duibne, Múscraige i Corcu Baiscind w Munsterze. Ci byli znani, jako Síl Conairi, jeden z głównych królewskich klanów Érainn.